# România pitorească
România pitorească este un volum de proză publicat în 1901 de scriitorul român Alexandru Vlahuță și care constituie un veritabil atlas geografic comentat al României de la începutul secolului al XX-lea.

## Cuprins

### Pe Dunăre. De la Orșova la Sulina
Vlahuță relatează periplul său pe cursul Dunării, începând cu Orșova, locul de intrare a fluviului pe teritoriul României și terminând cu Sulina, punctul de vărsare a acestuia în mare. Printre reperele care marchează acest traseu se numără Porțile de Fier, Turnu Severin, Ostrovul Mare, Calafat, Islaz, Turnu Măgurele, Zimnicea, Giurgiu, Brăila, Galați și Tulcea.
Străbaterea acestor locuri îi permite autorului să rememoreze o serie de evenimente din trecutul lor care le-au marcat existența. El vorbește astfel despre Podul lui Traian construit de Apolodor din Damasc între anii 103 și 105, despre cetățile dacice ridicate pe malul Dunării, despre Proclamația de la Islaz rostită cu prilejul Revoluției de la 1848, despre Bătălia de la Călugăreni, în care trupele lui Mihai Viteazul au învins armata condusă de Sinan Pașa, despre pregătirea armatei române pentru luptele care au dus la obținerea independenței, precum și despre Podul de la Cernavodă, construit de Anghel Saligny.

### Pe Marea Neagră
Elementul central al călătoriei pe Marea Neagră îl constituie orașul Constanța, evocându-se legenda locului și perioada petrecută aici în exil de poetul Ovidiu.

### În munții noștri
Această nouă călătorie a autorului are ca punct de plecare Turnu Severin, însă se desfășoară pe uscat, pe la poalele și prin Munții Carpați, având ca punct terminus orașul Piatra Neamț.
Localitățile de pe traseu sunt descrise în culori foarte vii, alături de tradițiile și istoria lor. Vlahuță zugrăvește Târgu Jiu, Râmnicu Vâlcea, Valea Oltului cu Mănăstirea Cozia ridicată pe vremea lui Mircea cel Bătrân, Curtea de Argeș cu mănăstirea ctitorită de Neagoe Basarab, Târgoviște - localitate în care se rememorează perioadele în care Vlad Țepeș sau Constantin Brâncoveanu și-au avut acolo curțile domnești și Valea Prahovei.
După ce descrie foarte viu și plin de pasiune Carpații Meridionali, autorul trece prin zona Vrancei și urmează traseul Carpaților Orientali, ale căror repere sunt marcate de mănăstirile ridicate de Ștefan cel Mare și de evenimente care aveau să rămână în legendele și istoria românilor: Bătălia de la Baia împotriva lui Matia Corvin sau asedierea Cetății Neamțului de către regele polonez Sobieski din 1681, în care o mână de moldoveni s-a opus armatei invadatoare.
În afara rememorării evenimentelor istorice, Vlahuță prezintă Munții Carpați în întreaga lor splendoare, cu peșterile ascunse în ei, cu râurile care îi străbat sau izvorăsc din ei, precum și cu zonele de interes geologic sau economic.

### Valea Prutului [Iașii]
Acest text scurt este dedicat unei prezentări sumare a orașului Iași, cu locurile și monumentele sale.

### Țara. Poporul
Ultimul capitol este dedicat reflecției asupra istoriei zbuciumate a României, precum și la o prezentare succintă a geografiei țării (care cuprindea pe atunci doar Țara Românească, Moldova - fără Bucovina, dar cu Ținutul Herța - și Dobrogea).

## Opinii critice
Garabet Ibrăileanu vede în România pitorească o modalitate prin care Vlahuță "ne-a făcut să vedem și să iubim și mai mult țara, frumusețile ei, locul unde s-a desfășurat istoria acestui neam", în timp ce Nicolae Petrașcu o consideră "o poezie de la un capăt la altul, inspirată [...] de frumusețea realității lucrurilor, de ceea ce a văzut la fiecare pas, de locurile pe care le-a vizitat, de datinile și legendele ce unele locuri îl evocau, de glasul ruinelor strămoșești, de înțelepciunea țăranului român și de frumusețea graiului, portului și sufletului lui".
Virgiliu Ene este de părere că volumul "trăiește atât prin remarcabile pagini descriptive, cât și prin conturarea dimensiunii istorice a acestor locuri și a poporului român, în pagini care poartă uneori accente de odă", iar Constantin Ciopraga crede că autorul a scris cartea "înflăcărat de vibrant patriotism".